# Christine Taylor

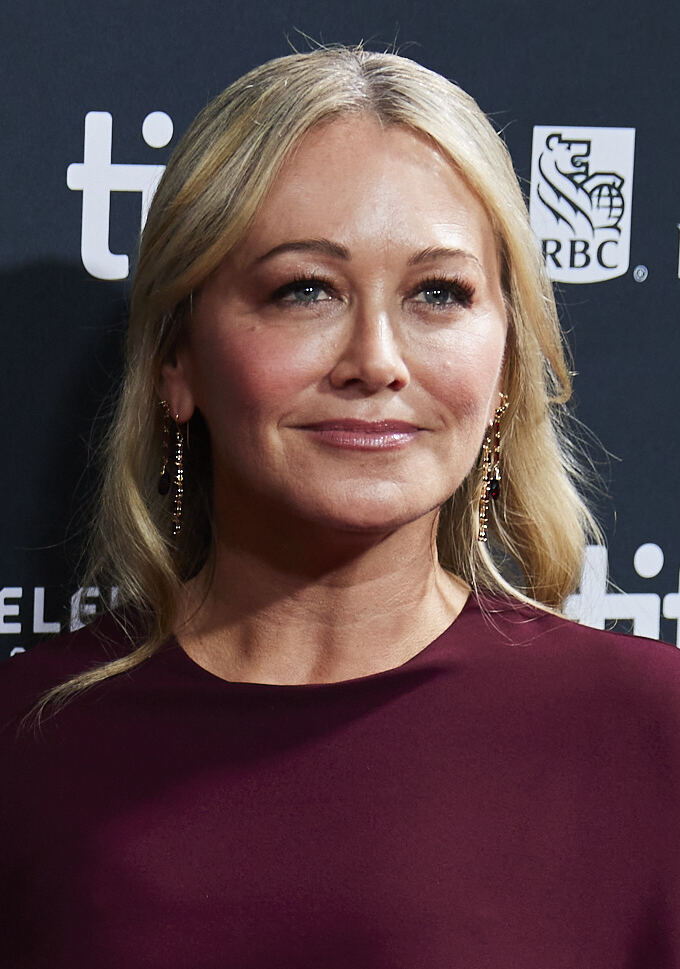
Christine Taylor (2024)

Christine Joan Taylor (* 30. Juli 1971 in Allentown, Pennsylvania) ist eine US-amerikanische Schauspielerin.

## Leben
Während ihrer Jugend spielte Taylor bereits in vielen lokalen Theatergruppen in ihrer Heimatstadt. Nach ihrem High-School-Abschluss 1989 folgten erste Fernsehproduktionen. Zu den bekanntesten Filmen, an denen sie mitwirkte, zählen Zoolander und Voll auf die Nüsse.
Taylor ist seit dem 13. Mai 2000 mit Schauspielkollege Ben Stiller verheiratet. Die beiden haben eine Tochter (* 2002) und einen Sohn (* 2005). Im Mai 2017 gab das Paar seine Trennung bekannt. 2022 gab Stiller bekannt, dass er seit Frühjahr 2020 wieder mit Taylor liiert ist.

## Filmografie (Auswahl)
- 1989: Hey Dude
- 1989: Eine schrecklich nette Familie (Married... with Children, Fernsehserie, Episode 4x08)
- 1993: American Karate Tiger
- 1994: Night of the Demons 2
- 1995: Die Brady Family (The Brady Bunch Movie)
- 1995: Breaking Free
- 1995: Eine unheimliche Familie zum Schreien (Here Come the Munsters)
- 1995: Ellen (Fernsehserie, 2 Episoden)
- 1996: Ritter der Zeit (To the Ends of Time)
- 1996: Der Hexenclub (The Craft)
- 1996: Die Brady Family 2 (A Very Brady Sequel)
- 1997: Campfire Tales
- 1997: Friends (Fernsehserie, 3 Episoden)
- 1997: Seinfeld (Fernsehserie, eine Episode)
- 1998: Die nackte Wahrheit über Männer und Frauen (Denial)
- 1998: Eine Hochzeit zum Verlieben (The Wedding Singer)
- 1998: Liebe per Express (Overnight Delivery)
- 1999: Desperate But Not Serious
- 2001: Zoolander
- 2004: Voll auf die Nüsse (Dodgeball: A True Underdog Story)
- 2005, 2013, 2018, 2019: Arrested Development (Fernsehserie, 11 Episoden)
- 2006: My Name Is Earl (Fernsehserie, Episode 1x16)
- 2006: Room 6
- 2007: Dedication
- 2007: Lizenz zum Heiraten (License to Wed)
- 2008: Tropic Thunder
- 2010: Hannah Montana (Fernsehserie, 2 Episoden)
- 2012: The First Time – Dein erstes Mal vergisst du nie! (The First Time)
- 2016: Zoolander 2
- 2016–2022: Search Party (Fernsehserie, 11 Folgen)
- 2018: Insatiable (Fernsehserie, 2 Episoden)
- 2021: iCarly (Folge 1x07)
- 2023: High Desert (Fernsehserie, 5 Episoden)
- 2024: Sweethearts